# 国道7号

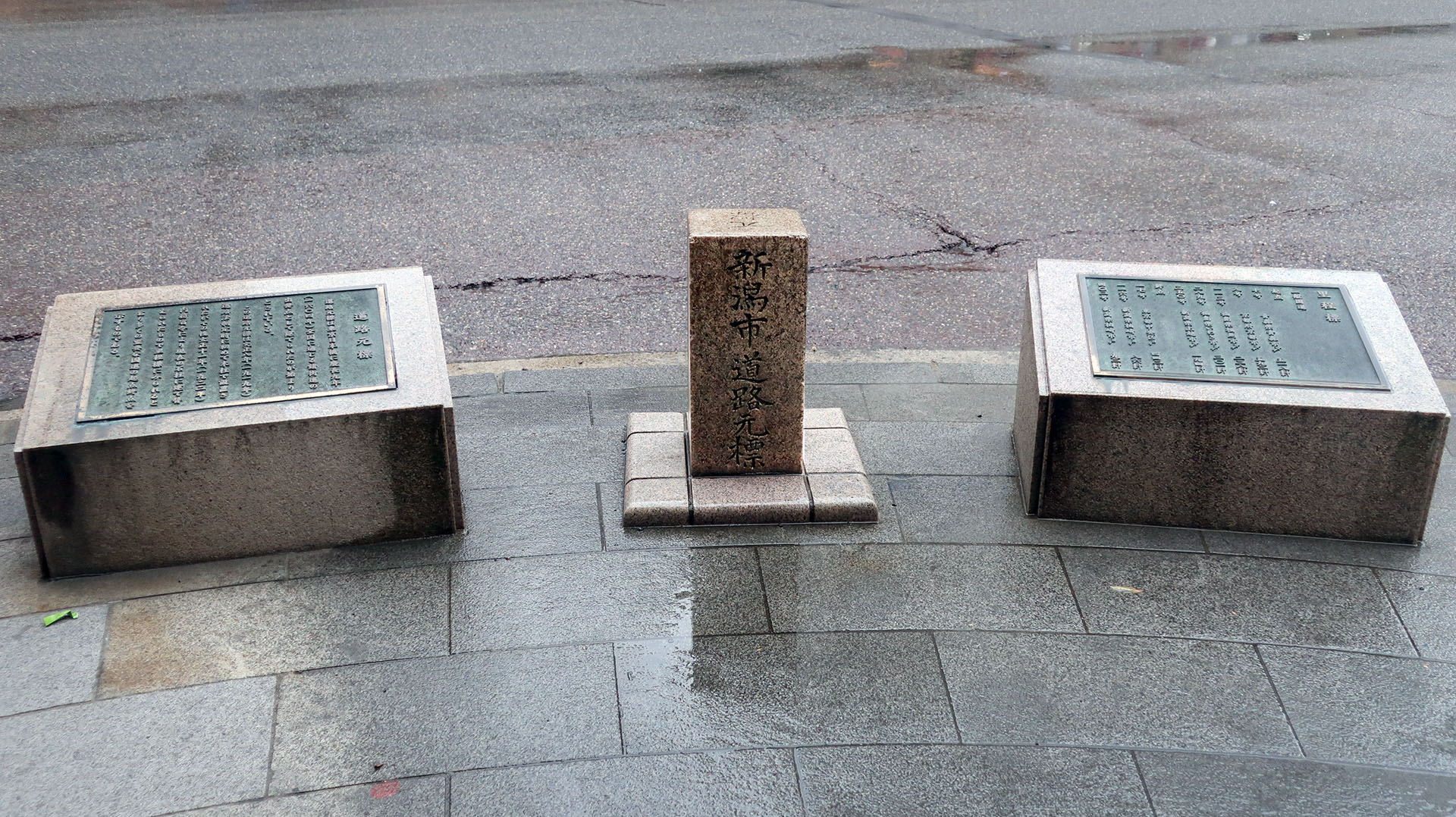
国道7号起点
新潟県新潟市中央区
本町交差点の「新潟市 道路元標」

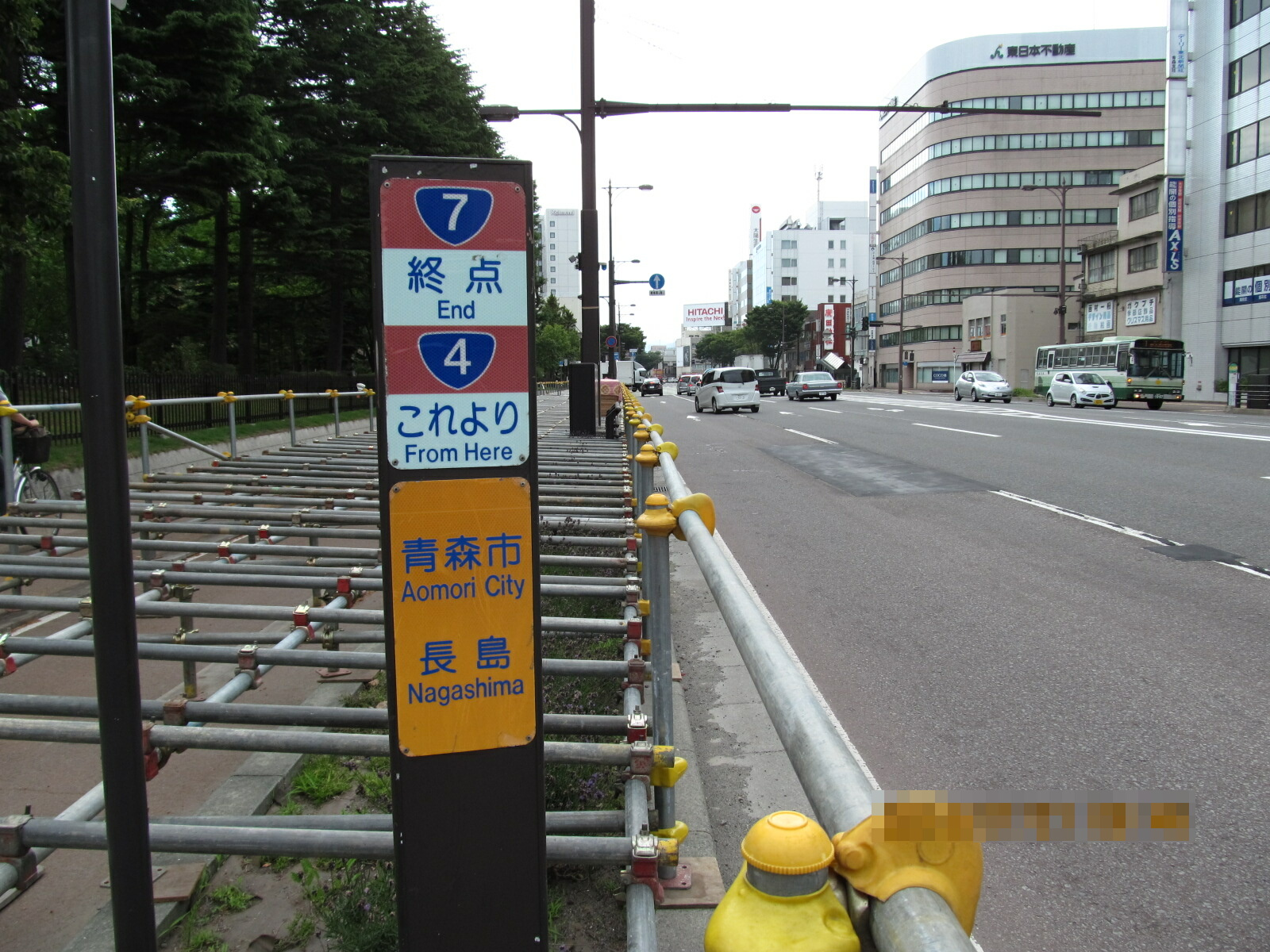
国道7号終点
青森県青森市 青い森公園前

国道7号（こくどう7ごう）は、新潟県新潟市中央区から青森県青森市に至る一般国道である。

## 概要

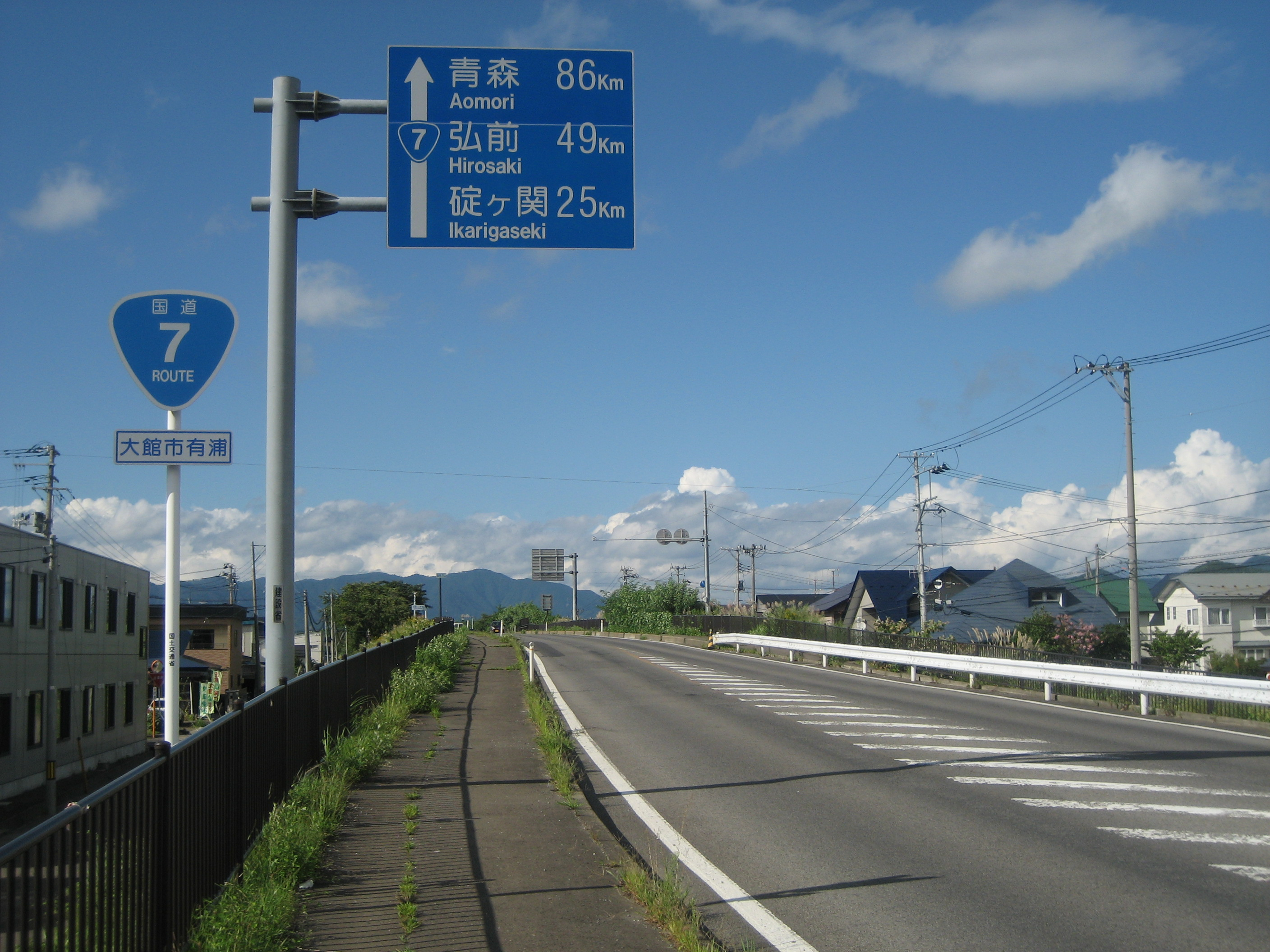
秋田県大館市有浦
（2013年8月）

起点の新潟市から日本海沿いに、山形県庄内地方、秋田県、青森県津軽地方を経由して、終点の青森市に至る幹線国道であり、江戸時代には新潟市 - 秋田市は羽州浜街道、秋田市 - 青森市は羽州街道として五街道に準ずる脇街道とされた。

### 路線データ
一般国道の路線を指定する政令に基づく起終点および重要な経過地は次のとおり。
- 起点：新潟市（中央区、本町交差点 = 国道8号・国道113号・国道289号・国道350号起点、国道17号・国道116号・国道402号終点）
- 終点：青森市（長島二丁目、青い森公園前 = 国道4号・国道45号終点、国道101号起点）
- 重要な経過地：豊栄市（浦ノ入）[注釈 2]、新発田市、新潟県岩船郡荒川町[注釈 3]、同郡神林村[注釈 3]、村上市（山辺里）、同郡山北町[注釈 3]、山形県西田川郡温海町[注釈 4]、鶴岡市、酒田市、同県飽海郡遊佐町、由利本荘市[注釈 5]、秋田市、秋田県南秋田郡昭和町[注釈 6]、同郡飯田川町[注釈 6]、同県山本郡八竜町[注釈 7]、能代市、同県北秋田郡鷹巣町[注釈 8]、大館市、青森県南津軽郡碇ケ関村[注釈 9]、同郡大鰐町、弘前市、同郡藤崎町、同郡浪岡町[注釈 10]
- 総延長 : 585.9 km（青森県 83.9 km、秋田県 306.0 km、山形県 83.7 km、新潟県 90.3 km、新潟市 21.9 km）[2][注釈 11]
- 重用延長 : なし[2][注釈 11]
- 実延長 : 585.9 km（青森県 83.9 km、秋田県 306.0 km、山形県 83.7 km、新潟県 90.3 km、新潟市 21.9 km）[2][注釈 11]
  - 現道 : 496.2 km（青森県 67.4 km、秋田県 234.4 km、山形県 83.7 km、新潟県 90.3 km、新潟市 20.4 km）[2][注釈 11]
  - 旧道 : 16.6 km（青森県 16.6 km、秋田県 - km、山形県 - km、新潟県 - km、新潟市 - km）[2][注釈 11]
  - 新道 : 73.1 km（青森県 - km、秋田県 71.6 km、山形県 - km、新潟県 - km、新潟市 1.4 km）[2][注釈 11]
- 指定区間：新潟市中央区本町通七番町1054番2 - 青森市長島二丁目10番2（全線）[3]

## 歴史
国道7号は、江戸時代の羽州浜街道（新潟 - 秋田）と羽州街道（福島 - 秋田 - 青森）の一部に相当する。

### 年表
- 1885年（明治18年） - 内務省告示第6号「國道表」では、羽州街道は国道41号「東京より青森県に達する別路線」（現在の国道4号、国道13号、国道7号）として指定されたが、羽州浜街道の新潟以北は国道に指定されなかった。
- 1920年（大正9年）施行の旧道路法に基づく路線認定で、旧国道41号（羽州街道）はそのまま国道5号「東京市より青森県庁所在地に達する路線」となった。新潟 - 秋田（羽州浜街道）は、国道10号「東京市より秋田県庁所在地に達する路線」の一部として国道に認定された。
- 1952年（昭和27年）12月4日 - 新道路法に基づく路線指定で、新潟市 - 青森市が初めて1本の路線となり、一級国道7号（新潟県新潟市 - 青森県青森市）として指定された。
- 1959年（昭和34年）4月11日 - 青森県内の一部区間が国道7号内初の指定区間となる[4][注釈 12]。
- 1961年（昭和36年）4月25日 - 新潟県新潟市本町通七番町 - 新発田市猿橋（24.3 km）および秋田県秋田市新屋町 - 南秋田郡井川村が指定区間となる（新潟県・秋田県内初の指定区間）[5]。
- 1963年（昭和38年）5月10日 - 鶴岡市大字田川字沖中から酒田市大字豊里が指定区間となる（山形県内初の指定区間）[6]
- 1965年（昭和40年）4月1日 - 道路法改正によって一級・二級の別がなくなり、一般国道7号（新潟県新潟市 - 青森県青森市）となった。
- 1966年（昭和41年） - 新潟県内の全線（108.2 km）が指定区間となる[要出典]。
- 1967年（昭和42年）8月16日 - 山形県鶴岡市大字三瀬字宮野前 - 同市大字大荒字下谷地（由良坂）が供用開始[7]。
- 1968年（昭和43年）6月25日 - 全線が指定区間となる[8][注釈 13]。
- 1983年（昭和58年）12月26日 - 弘前市百田と藤崎町舟場を結ぶ新平川橋開通。これにより、平川橋をはさむ、弘前バイパスと藤崎バイパスでのボトルネックが解消[9]。
- 1990年（平成2年）10月16日 - 新荒川橋開通[10]。
- 2006年（平成18年） - 7月13日20時10分から7月15日13時20分まで、山形県鶴岡市小岩川の118 kp付近で大雨による土砂崩れのため、全面通行止めとなった。
- 2007年（平成19年）
  - 8月31日 - アメリカでの橋梁崩落事故を受けて実施した点検において、秋田県由利本荘市の本荘大橋の鉄骨に亀裂が見つかり、さらに19時50分頃に亀裂箇所が破断したため[11]、同日20時から全面通行止めになった[12][13]。
  - 9月3日 - 6時に本荘大橋が片側交互通行で再開通[14]。
  - 9月4日 - 21時から本荘大橋の本復旧工事を実施し、5日6時に全面開通した[15][16]。
- 2022年（令和4年）4月1日 - 下浜道路に並行している区間4.8 kmが国土交通省管理から秋田県管理となり7号から秋田県道56号秋田天王線に変更になる[17]。

## 路線状況
日本海沿岸東北自動車道（日本海東北自動車道・秋田自動車道および東北自動車道碇ヶ関IC以北）が国道7号とほぼ並行している。このため、都市部を除き渋滞はほとんど発生しない。しかし冬期は天候が変わりやすく、特に日本海沿岸部では吹雪・地吹雪・暴風雪による視界不良で通行止めになったり、吹きだまりで車両が立ち往生することもしばしばある。
2007年（平成19年）4月1日に新潟県新潟市が政令指定都市に移行するまでは、一桁国道の中で唯一、政令指定都市を通らない国道であった。

### 有料道路
秋田県
- E7 秋田自動車道・秋田北インターチェンジ - 昭和男鹿半島インターチェンジ（秋田外環状道路）
- E7 秋田自動車道・琴丘森岳インターチェンジ - 八竜インターチェンジ（琴丘能代道路）

制限速度は70 km/hで、標識類はすべて高速道路用のものが使用される。

### バイパス
旧道が国道指定を外れた路線は「細字」、旧道が引き続き国道7号に指定されている路線は「太字」で記述する。バイパス自体が国道から外れた区間は「斜字」で記述する。また★印の道路は、制限速度が70 km/hで標識類はすべて高速道路用のものが使用される。
新潟県
- 万代島ルート線（新潟市中央区西堀前通十番町 - 新潟市中央区万代島）
  - 都市計画道路の路線名称であり、地域高規格道路新潟南北道路の一部を構成する。柳都大橋を含む「万代橋下流橋」として事業化された延長1.5 kmが供用中。このほか沼垂道路・栗ノ木道路・紫竹山道路が事業中。現道とは一切接続していないため、萬代橋経由が本線となっている。
- 東大通（新潟市中央区万代 - 新潟市中央区東大通一丁目）
- 新沼垂国道[注釈 15]（新潟市中央区東大通一丁目 - 新潟市中央区沼垂東二丁目）
- 栗ノ木バイパス（新潟市中央区明石二丁目 - 新潟市中央区紫竹山）
  - 新潟南北道路・万代島ルート線の立体化事業として沼垂道路・栗ノ木道路・紫竹山道路の両事業が事業中。
- 新潟バイパス（新潟市中央区紫竹山 - 新潟市東区海老ヶ瀬）
- 新新バイパス（新潟市東区海老ヶ瀬 - 新発田市奥山新保）
- 新発田バイパス（新発田市奥山新保 - 新発田市島潟）
  - 新発田拡幅として4車線化事業が事業中（一部供用中）。
- 加治川バイパス（新発田市上館 - 胎内市二軒茶屋）
- 中条黒川バイパス（胎内市二軒茶屋 - 胎内市羽黒、胎内市羽黒 - 村上市切田、村上市切田 - 村上市佐々木[注釈 16]）
- （村上市宿田 - 村上市九日市）
- （村上市下助渕 - 村上市上助渕）
- 村上バイパス（村上市上助渕 - 村上市小川）
- 鵜渡路バイパス（村上市宮ノ下 - 村上市鵜渡路、村上市上野 - 村上市猿沢[注釈 17]）
- （村上市板屋越 - 村上市早稲田）
- （村上市塩野町 - 村上市大須戸）
- （村上市大須戸 - 村上市北中）
- 笠取トンネル（村上市中津原 - 村上市上大鳥）
- 上大鳥トンネル（村上市上大鳥）
- （村上市垣之内）
- （村上市長坂）
- 府屋バイパス（村上市府屋 - 村上市岩崎）

新潟県 - 山形県
- 日本海沿岸東北自動車道（朝日温海道路）（未開通）（村上市猿沢 - 鶴岡市大岩川）：2013年（平成25年）5月15日に事業化される[18]。
- 鼠ヶ関バイパス（村上市伊呉野 - 鶴岡市鼠ヶ関）

山形県
- （鶴岡市鼠ヶ関 - 鶴岡市早田）
- （鶴岡市小岩川）
- （鶴岡市大岩川 - 鶴岡市温海）
- 温海バイパス（鶴岡市温海（あつみ温泉駅前付近））
- （鶴岡市温海（字米子付近））
- 新五十川道路（鶴岡市五十川 - 鶴岡市堅苔沢）
- （鶴岡市堅苔沢）
- （鶴岡市小波渡 - 鶴岡市水沢）
- 鶴岡バイパス（鶴岡市中清水 - 鶴岡市本田）
- 三川バイパス（鶴岡市本田 - 酒田市広野）
- 酒田バイパス（酒田市両羽町 - 酒田市宮海）
- （酒田市豊里 - 飽海郡遊佐町吹浦）
- 吹浦バイパス（飽海郡遊佐町菅里 - 飽海郡遊佐町女鹿）

山形県 - 秋田県
- 日本海沿岸東北自動車道（遊佐象潟道路）（2026年までに開通）（飽海郡遊佐町 - にかほ市象潟町小滝）：2013年（平成25年）5月15日に事業化される[18]。
- （飽海郡遊佐町吹浦 - にかほ市象潟町小砂川）

秋田県
- 小砂川バイパス（にかほ市象潟町小砂川 - にかほ市象潟町大須郷）
- （にかほ市象潟町川袋）
- （にかほ市象潟町関）
- ★日本海沿岸東北自動車道（象潟仁賀保道路）（にかほ市象潟町小滝 - にかほ市平沢）
- （にかほ市象潟町）
- 金浦バイパス（にかほ市金浦 - にかほ市黒川）
- （にかほ市金浦）
- （にかほ市芹田 - にかほ市両前寺）
- ★日本海沿岸東北自動車道（仁賀保本荘道路）（にかほ市平沢 - 由利本荘市三条）：終点由利本荘市側では現道と接続しておらず、従来の路線が本線である。
- （由利本荘市西目町出戸）
- （由利本荘市西目町沼田 - 由利本荘市石脇）
- 松ヶ崎バイパス（由利本荘市神沢 - 由利本荘市松ヶ崎）
- （由利本荘市岩城二古）
- （由利本荘市岩城内道川 - 由利本荘市岩城勝手）
- 下浜道路（秋田市下浜羽川 - 秋田市浜田字境川）
- （秋田市下浜桂根 - 秋田市浜田）
- 秋田南バイパス（秋田市浜田字境川 - 秋田市八橋南二丁目）
  - 秋田南拡幅として4車線化事業中。
- （秋田市浜田 - 秋田市新屋比内町）
- 秋田北バイパス（秋田市茨島一丁目 - 秋田市土崎港中央一丁目）
- （秋田市土崎港中央一丁目 - 秋田市飯島道東一丁目）
- ★日本海沿岸東北自動車道（秋田外環状道路）（秋田市上新城中 - 秋田市金足岩瀬）：現道とは一切接続しておらず、従来の路線が本線である。
- （秋田市飯島道東三丁目 - 秋田市下新城中野）
- 昭和飯田川バイパス（秋田市金足大清水 - 南秋田郡井川町浜井川）
- （南秋田郡五城目町大川大川 - 南秋田郡八郎潟町真坂）
- （南秋田郡八郎潟町真坂 - 山本郡三種町天瀬川）
- （山本郡三種町鯉川）
- （山本郡三種町鹿渡）
- ★日本海沿岸東北自動車道（琴丘能代道路）（山本郡三種町鹿渡 - 能代市二ツ井町駒形）：起点三種町側では現道と接続しておらず、従来の路線が本線である。
- （山本郡三種町鵜川）
- 能代南バイパス（能代市浅内 - 能代市字芝童森）
- 能代バイパス（能代市字高塙 - 能代市扇田）
- 二ツ井バイパス（能代市二ツ井町切石 - 能代市二ツ井町小繋）
  - 現道が日本海沿岸東北自動車道の一部となり、琴丘能代道路から連続し、二ツ井今泉道路に連続する予定[19]。
  - 改良事業として種梅入口交差点改良・荷上場地区交差点改良が事業中。
- 日本海沿岸東北自動車道（二ツ井今泉道路）（未開通）（能代市二ツ井町小繋 - 北秋田市今泉）
  - 2012年度に事業化。起点で二ツ井バイパスから連続し、終点で鷹巣西道路に連続する予定[19][20]。
- ★日本海沿岸東北自動車道（鷹巣西道路）（北秋田市坊沢 - 北秋田市脇神）：秋田県により整備された鷹巣西道路のうち、蟹沢IC以東は一般国道7号として供用。
- ★日本海沿岸東北自動車道（鷹巣大館道路）（北秋田市脇神 - 大館市櫃崎）：起点で鷹巣西道路から接続区間を経て連続する。
- ★日本海沿岸東北自動車道（大館西道路）（大館市櫃崎 - 大館市商人留）

青森県
- 石川バイパス（弘前市大字石川 - 弘前市大字堀越）
- 弘前バイパス（弘前市堀越河合 - 南津軽郡藤崎町藤崎）
- 常盤バイパス（南津軽郡藤崎町藤崎 - 青森市浪岡下十川）
- 浪岡バイパス（青森市浪岡下十川 - 青森市鶴ケ坂）
- 大釈迦バイパス（青森市浪岡大字大釈迦）
- 鶴ヶ坂バイパス（青森市鶴ケ坂 - 青森市戸門）
- 青森西バイパス（青森市戸門 - 青森市千刈二丁目）
- 青森環状道路（青森市新城 - 青森市平新田）

### 別名
- 柾谷小路（萬代橋経由）
- 広小路（万代島ルート線・柳都大橋経由）
- 東大通
- 明石通
- 羽州街道
- 羽州浜街道
- 坂町鼠ヶ関道
- 出羽街道
- 酒田街道
- おばこおけさライン[21][22][23]
  - 民謡である秋田県の秋田おばこと新潟県の佐渡おけさから名付けられた国道7号の愛称[24]。
- 秋田街道
- 船川街道
- 秋田自動車道（一部区間）

### 重複区間
- 新潟県
  - 国道113号・国道350号（新潟市中央区本町通・本町交差点（起点） - 新潟市中央区万代・東港線十字路）
  - 国道8号・国道17号（新潟市中央区本町通・本町交差点（起点） - 新潟市中央区紫竹山・紫竹山IC）
  - 国道49号・国道403号・国道459号（新潟市中央区明石・栗ノ木橋交差点 - 新潟市中央区紫竹山・紫竹山IC）
  - 国道290号（新発田市東塚ノ目・島潟交差点 - 新発田市三日市・三日市交差点）
  - 国道290号（村上市上助渕・上助渕交差点 - 村上市石原・石原交差点）
  - 国道345号（村上市・勝木交差点 - 山形県鶴岡市鼠ヶ関）
- 山形県
  - 国道112号（鶴岡市平京田・中野京田交差点 - 鶴岡市本田）
  - 国道345号（山形県飽海郡遊佐町菅里・菅里交差点 - 西浜交差点）
- 秋田県
  - 国道341号（由利本荘市出戸町・水林交差点 - 由利本荘市神沢・神沢交差点）
  - 国道101号（秋田市八橋南二丁目・臨海十字路 - 秋田市金足岩瀬・高速入口交差点）
  - 国道285号（秋田市八橋南二丁目・臨海十字路 - 潟上市飯田川和田妹川・飯塚古開交差点）
  - 国道101号（山本郡三種町・大曲交差点 - 能代市・芝童森交差点）
- 青森県
  - 国道339号（弘前市 - 南津軽郡藤崎町・藤崎交差点）
  - 国道101号（青森市浪岡大釈迦 - 青森市長島・青い森公園前（終点））
  - 国道280号（青森市上古川・上古川交差点 - 青森市長島・青い森公園前（終点））

### 道路施設

#### 主なトンネルと橋
- 新潟県
  - 萬代橋（新潟市中央区・信濃川）：306.9 m
  - 柳都大橋（新潟市中央区・信濃川）：212.1 m
  - 栗ノ木川橋（新潟市中央区）：39.6 m
  - 阿賀野川大橋（新潟市東区 - 新潟市北区・阿賀野川）：903 m
  - 新井郷川橋（新潟市北区・新井郷川分水路）：65 m
  - 新発田川橋（新潟市北区・新発田川）
  - 切尾橋（新潟市北区・福島潟放水路）
  - 聖籠橋（聖籠町・新発田川放水路）
  - 三賀橋（聖籠町・新発田川）
  - 加治大橋（新発田市・加治川）
  - 黒川大橋（胎内市・胎内川）
  - 荒川橋（村上市・荒川）
  - 水明橋（村上市・三面川）
  - 葡萄トンネル（村上市）
  - 朝日トンネル（村上市）
  - 笠取トンネル（村上市）
  - 上大鳥トンネル（村上市）
- 山形県
  - おばこ大橋（三川町 - 酒田市・赤川）：400.4 m
  - 新両羽橋（酒田市・最上川）：723 m
  - 宮海橋（酒田市 - 遊佐町・日向川）
  - 鳥海大橋（遊佐町・月光川）：303 m
- 秋田県
  - 本荘大橋（由利本荘市・子吉川）：240 m
  - 雄物大橋（秋田市・雄物川）：394 m[25]
  - 臨海大橋（秋田市・旧雄物川）：349 ｍ
  - 竜馬大橋（五城目町 - 八郎潟町・馬場目川）
  - 二ツ井西トンネル（能代市）：
  - 二ツ井東トンネル（能代市）：
  - きみまちトンネル（能代市）：
- 青森県
  - 平川橋（弘前市 - 藤崎町・岩木川）

#### 道の駅
- 新潟県
  - 豊栄（新潟市北区）
  - 加治川（さくらの里）（新発田市）
  - 神林（穂波の里）（村上市）
  - 朝日（まほろば）（村上市）
- 山形県
  - あつみ（鶴岡市温海地域）
  - 鳥海（山のエリア）（飽海郡遊佐町）：海のエリアは、国道345号上にある。
- 秋田県
  - 象潟（ねむの丘）（にかほ市象潟地域）
  - にしめ（由利本荘市西目地域）
  - 岩城（島式漁港公園）（由利本荘市岩城地域）
  - あきた港（ポートタワーセリオン）（秋田市）
  - しょうわ（ブルーメッセあきた）（潟上市）
  - ことおか（山本郡三種町）
  - ふたつい（きみまちの里）（能代市二ツ井地域）
  - たかのす（大太鼓の館）（北秋田市鷹巣地域）
  - やたて峠（大館矢立ハイツ）（大館市）
  - 釈迦内PA（大館市商人留） : 道の駅ではないが同等の施設を設置予定[26]。
- 青森県
  - いかりがせき（平川市碇ヶ関地域）
  - ひろさき（弘前市）
  - なみおか（青森市浪岡地域）

### 交通量
（右の「表示」を押す）

## 地理

### 通過する自治体
- 新潟県
  - 新潟市（中央区 - 東区 - 北区） - 北蒲原郡聖籠町 - 新発田市 - 胎内市 - 村上市
- 山形県
  - 鶴岡市 - 東田川郡三川町 - 酒田市 - 飽海郡遊佐町
- 秋田県
  - にかほ市 - 由利本荘市 - 秋田市 - 潟上市 - 南秋田郡井川町 - 南秋田郡五城目町 - 南秋田郡八郎潟町 - 山本郡三種町 - 能代市 - 北秋田市 - 大館市
- 青森県
  - 平川市 - 南津軽郡大鰐町 - 弘前市 - 平川市 - 弘前市 - 南津軽郡藤崎町 - 青森市 - 南津軽郡藤崎町 - 青森市

### 交差する道路
（※#バイパスで太字で記載されているバイパスを除く。これらの区間の接続路線については各記事を参照。）
北陸地方整備局管内
- 新潟県
  - 国道116号・国道289号・国道402号（新潟市中央区・本町交差点起点）
  - 国道113号・国道350号（新潟市中央区・本町交差点起点 -（重複）- 東港線十字路）
  - 国道8号・国道17号（新潟市中央区・本町交差点起点 -（重複）- 紫竹山IC）
  - 国道113号・国道345号・国道350号（新潟市中央区・東港線十字路）
  - 国道49号・国道403号・国道459号（新潟市中央区・栗ノ木橋交差点 -（重複）- 紫竹山IC）
  - 日本海東北自動車道聖籠新発田IC（北蒲原郡聖籠町）
  - 国道460号（新発田市・新発田IC）
  - 国道290号（新発田市・島潟交差点 -（重複）- 三日市交差点）
  - 国道113号（村上市・十文字交差点）
  - 国道290号（村上市・上助渕交差点 -（重複）- 石原交差点）
  - 国道345号（村上市・勝木交差点 -（重複）- 鶴岡市鼠ヶ関）

東北地方整備局管内
- 山形県
  - 日本海東北自動車道鶴岡西IC（鶴岡市）
  - 山形自動車道鶴岡IC（鶴岡市）
  - 国道112号（鶴岡市・中野京田交差点 -（重複）- 本田）
  - 日本海東北自動車道酒田IC（酒田市）
  - 国道47号（酒田市・東大町交差点）
  - 国道344号（酒田市・上安町交差点）
  - 国道112号（酒田市・宮海高架橋）
  - 日本海東北自動車道 遊佐比子IC（飽海郡遊佐町）
  - 国道345号（飽海郡遊佐町・菅里交差点 -（重複）- 西浜交差点）
- 秋田県
  - 日本海東北自動車道金浦IC（にかほ市）
  - 日本海東北自動車道仁賀保IC（にかほ市）
  - 国道105号・国道107号・国道108号・国道398号（由利本荘市・水林交差点）
  - 国道341号（由利本荘市・水林交差点 - （重複） - 由利本荘市神沢）
  - 国道13号（秋田市・臨海十字路）（※国道13号重複=国道46号）
  - 国道101号（秋田市・臨海十字路 -（重複）- 高速入口交差点）
  - 国道285号（秋田市・臨海十字路 -（重複）- 潟上市・飯塚古開交差点）
  - 秋田自動車道昭和男鹿半島IC（秋田市）
  - 国道101号（山本郡三種町・大曲交差点 -（重複）- 能代市・芝童森交差点）
  - 秋田自動車道 八竜IC（山本郡三種町）
  - 秋田自動車道 能代南IC（能代市）
  - 秋田自動車道 能代東IC（能代市）
  - 秋田自動車道 二ツ井白神IC（能代市）
  - 国道105号（北秋田市・大堤交差点）
  - 国道103号 大館南バイパス（※国道103号重複=国道104号）（大館市・立花交差点）
  - 秋田自動車道 大館北IC（大館市）

- 青森県
  - 国道282号（平川市碇ヶ関）
  - 東北自動車道 碇ヶ関IC（平川市）
  - 国道454号（南津軽郡大鰐町長峰）
  - 東北自動車道大鰐弘前IC（弘前市）
  - 国道102号・国道394号（弘前市・運動公園入口交差点）
  - 国道339号（南津軽郡藤崎町・藤崎交差点）
  - 東北自動車道・津軽自動車道（国道101号）浪岡IC（青森市）
  - 国道101号（青森市浪岡大釈迦 -（重複）- 青い森公園前終点）
  - 国道280号 内真部バイパス（青森市・新城平岡交差点）
  - 国道280号（青森市・上古川交差点 -（重複）- 青い森公園前終点）
  - 国道4号・国道45号（青森市・青い森公園前終点）

### 主な峠
- 蒲萄峠（標高200 m）：新潟県村上市（旧岩船郡朝日村）
- 長次峠（標高195 m）：新潟県村上市（旧岩船郡朝日村）
- 大毎峠（標高205 m）：新潟県村上市（旧岩船郡山北町）
- 笠取峠（標高78 m = 旧道の標高）：山形県鶴岡市
- 由良峠（標高70 m）：山形県鶴岡市。別名：由良坂
- 三崎峠（標高100 m = 旧道の標高）：山形県飽海郡遊佐町 - 秋田県にかほ市（旧由利郡象潟町）
- 矢立峠（標高258 m）：秋田県大館市 - 青森県平川市（旧南津軽郡碇ヶ関村）
- 大釈迦峠（標高102 m）：青森県青森市（旧南津軽郡浪岡町 = 現・青森市浪岡地域 - 旧青森市）

### 旧道

#### 新潟県
- 新潟市道万代沼垂線：新潟市中央区万代（流作場五差路） - 新潟市中央区沼垂東四丁目（沼垂東四丁目交差点）
- 新潟市道南1-74号線：新潟市中央区沼垂東四丁目（沼垂東四丁目交差点） - 新潟市中央区沼垂東三丁目（沼垂東三丁目交差点）
- 新潟市道南1-56号線：新潟市中央区沼垂東三丁目（沼垂東三丁目交差点） - 新潟市中央区沼垂東二丁目（沼垂東二丁目交差点）
- 新潟県道5号新潟新津線：新潟市中央区沼垂東二丁目（沼垂東二丁目交差点） - 新潟市中央区紫竹三丁目（紫雲橋交差点）
- 新潟県道3号新潟新発田村上線：新潟市中央区明石二丁目（栗ノ木橋交差点） - 新発田市佐々木（佐々木交差点）
- 新潟県道324号豊栄太夫浜線：新潟市北区樋ノ入（競馬場IC） - 新潟市北区木崎（尾山交差点）
- 新潟県道556号新潟東港線：北蒲原郡聖籠町大字藤寄（東港IC） - 北蒲原郡聖籠町大字藤寄（東港入口交差点）
- 新潟県道26号新発田豊栄線：新発田市佐々木（太子堂交差点） - 新発田市奥山新保（新発田IC）
- 新発田市道：新発田市日渡 - 新発田市新栄町三丁目（新栄町交差点）
- 新潟県道32号新発田停車場線：新発田市新栄町三丁目（新栄町交差点） - 新発田市本町二丁目（本町交差点）
- 国道290号：新発田市中央町三丁目（中央町交差点） - 新発田市本町三丁目
- 新発田市道：新発田市本町三丁目 - 新発田市新富町一丁目（法務局前交差点）
- 国道290号：新発田市新富町一丁目（法務局前交差点） - 新発田市新富町二丁目
- 新発田市道：新発田市新富町二丁目 - 新発田市東塚ノ目
- 国道290号：新発田市東塚ノ目（島潟交差点）
- 新発田市道：新発田市東塚ノ目（島潟交差点） - 新発田市島潟
- 新潟県道343号下長橋上館線：新発田市上館
- 新潟県道60号住吉上館線：新発田市上館
- 新潟県道343号下長橋上館線：新発田市上館 - 胎内市二軒茶屋
- 新潟県道585号中条停車場線：胎内市水沢町（水沢町交差点） - 胎内市新栄町
- 胎内市道：胎内市新栄町 - 胎内市羽黒（羽黒入口交差点）
- 胎内市道：胎内市羽黒（並槻入口交差点） - 胎内市羽黒（黒川橋南詰）
- 新潟県道493号荒川中条線：胎内市羽黒（黒川橋南詰） - 村上市切田
- 村上市道：村上市切田
- 村上市道：村上市切田 - 村上市坂町（国道113号交点）
- 新潟県道289号坂町停車場線：村上市坂町（国道113号交点） - 村上市坂町（坂町駅前交差点）
- 村上市道：村上市坂町（坂町駅前交差点） - 村上市佐々木
- 村上市道：村上市上助渕
- 村上市道：村上市上片町二丁目（上片町交差点） - 村上市小川
- 村上市道：村上市宮ノ下
- 村上市道：村上市宮ノ下 - 村上市鵜渡路（鵜渡路交差点）
- 村上市道：村上市中津原 - 村上市上大鳥
- 村上市道：村上市大鳥
- 村上市道：村上市碁石 - 村上市府屋（府屋交差点）
- 新潟県道52号山北関川線：村上市府屋（府屋交差点） - 村上市岩崎（岩崎交差点）

#### 山形県
- 鶴岡市道:鶴岡市下清水 - 鶴岡市白山
- 山形県道332号面野山鶴岡線:鶴岡市白山 - 鶴岡市錦町
- 山形県道349号鶴岡村上線:鶴岡市錦町 - 鶴岡市日吉町
- 山形県道350号たらのき代鶴岡線:鶴岡市日吉町 - 鶴岡市文下
- 国道112号
- 山形県道333号鶴岡広野線:鶴岡市文下 - 酒田市広野福岡
- 山形県道353号吹浦酒田線:酒田市両羽町 - 酒田市山居町･山居倉庫口交差点
- 国道112号:酒田市山居町･山居倉庫口交差点 - 酒田市中央西町
- 酒田市道:酒田市中央西町 - 酒田市宮海
- 国道345号:遊佐町西浜 - 遊佐町女鹿

#### 秋田県
- 秋田県道56号秋田天王線:秋田市下浜羽川字上野地内 - 秋田市下浜桂根字浜田地内
- 秋田県道56号秋田天王線:秋田市浜田字滝ノ原（浜田滝原交差点） - 秋田市茨島一丁目（茨島交差点）
- 国道13号（秋田北バイパス）：秋田市茨島一丁目 - 秋田市川尻町字大川反（臨海十字路）
- 秋田県道303号秋田昭和飯田川線:秋田市金足大清水 - 潟上市昭和飯田川和田妹川
- 秋田県道219号三倉鼻五城目線:南秋田郡五城目町大川(大川三叉路) ｰ 南秋田郡八郎潟町真坂字鳥越
- 能代市道:能代市浅内（浅内交差点） - 能代市芝童森（芝童森交差点）

#### 青森県
- 青森県道260号石川百田線：弘前市石川 - 弘前市百田
- 青森県道285号浪岡藤崎線：南津軽郡藤崎町矢沢 - 青森市浪岡大釈迦
- 青森県道247号鶴ケ坂千刈線：青森市鶴ケ坂 - 青森市千刈2丁目

## ギャラリー

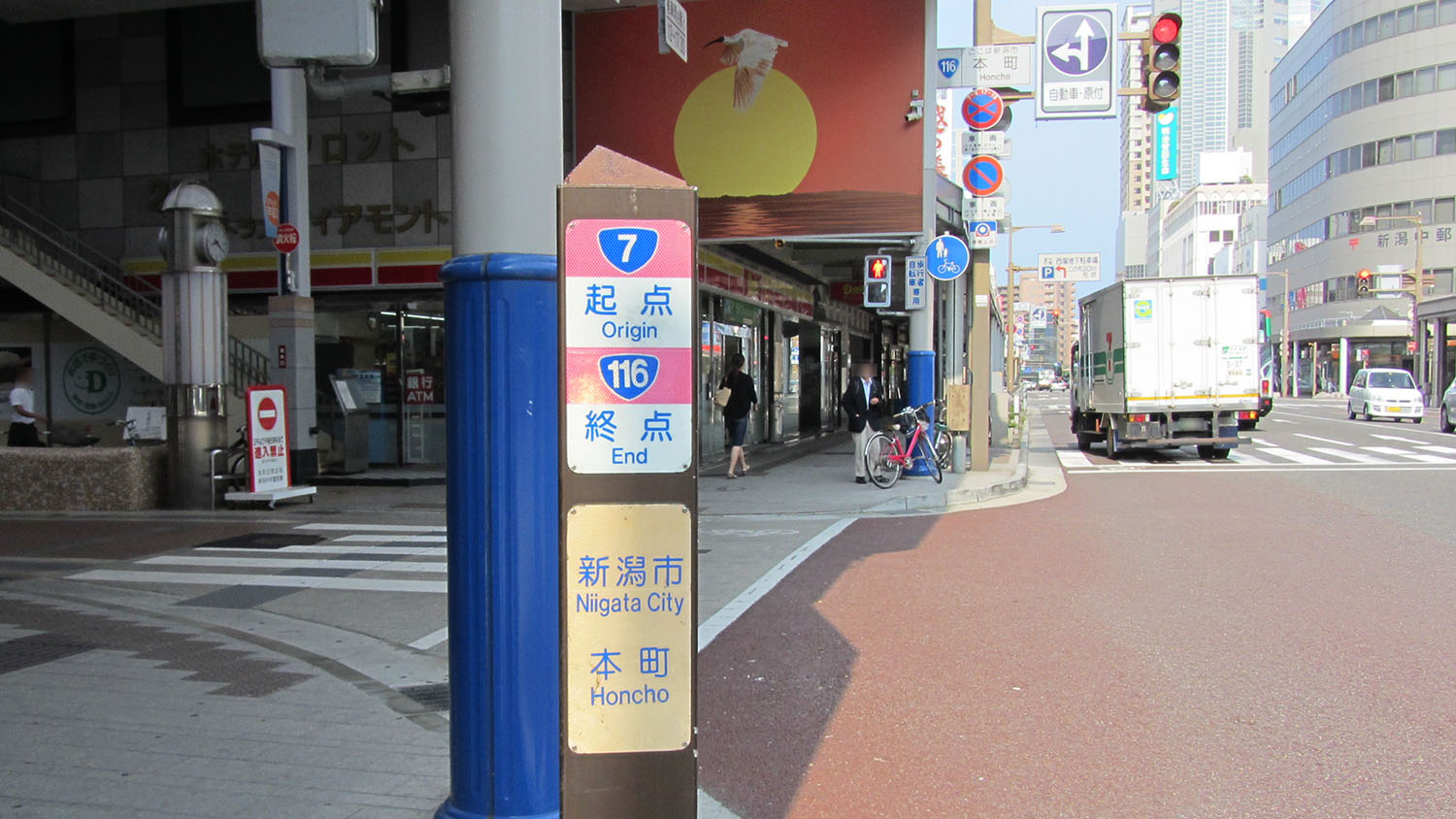
国道7号　起点ポスト 新潟県新潟市中央区 本町交差点
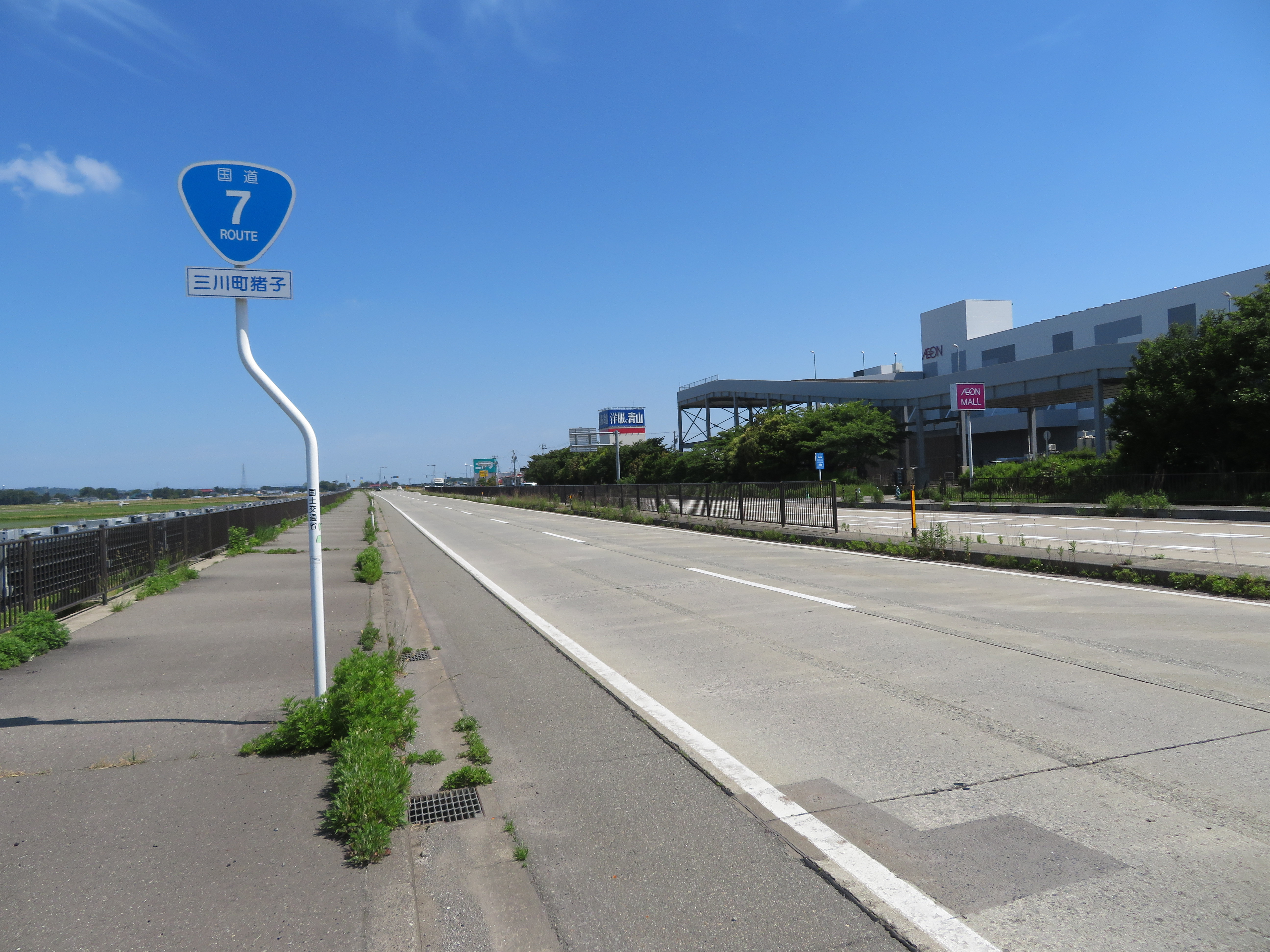
山形県東田川郡三川町猪子
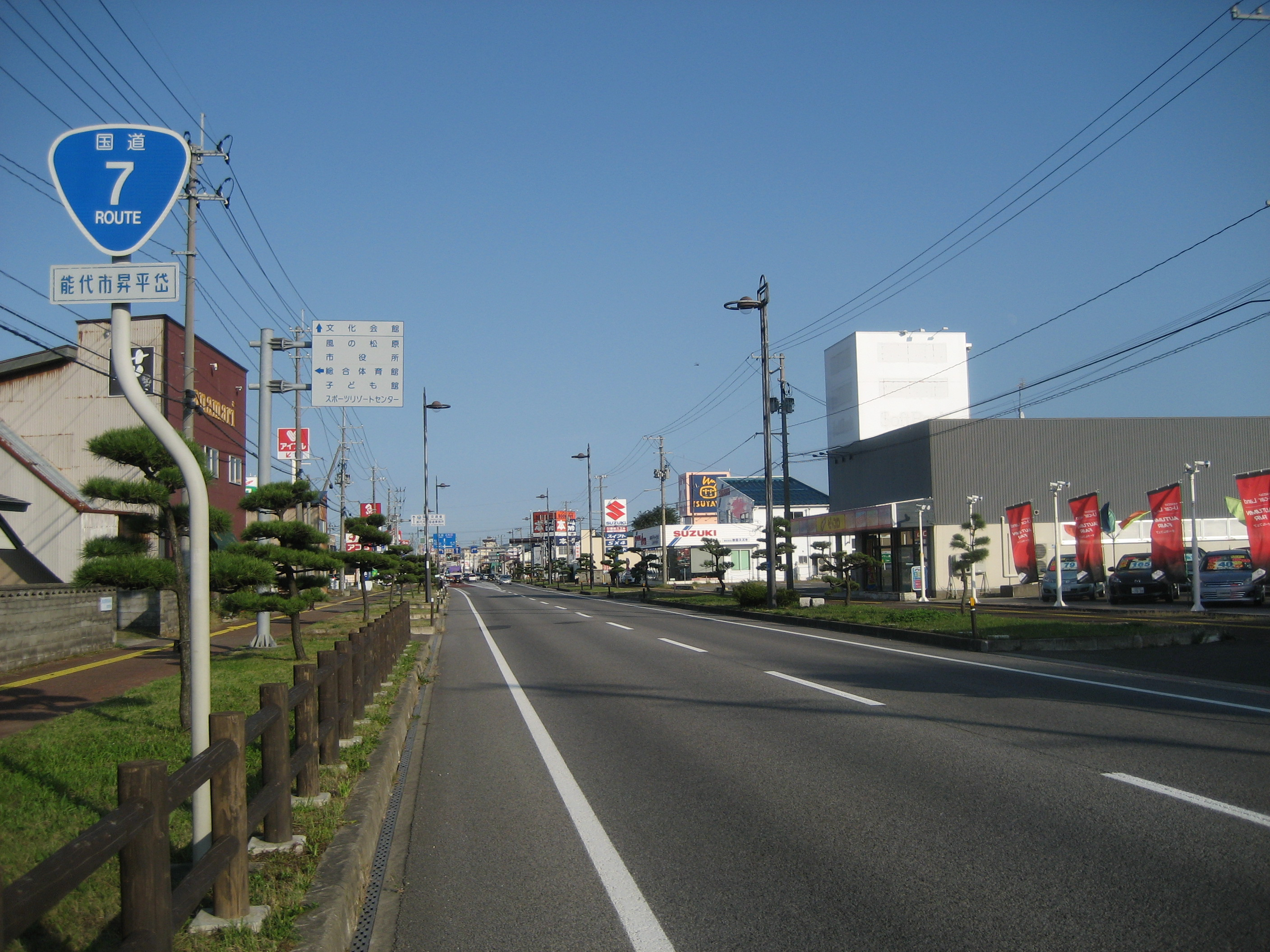
秋田県能代市昇平岱
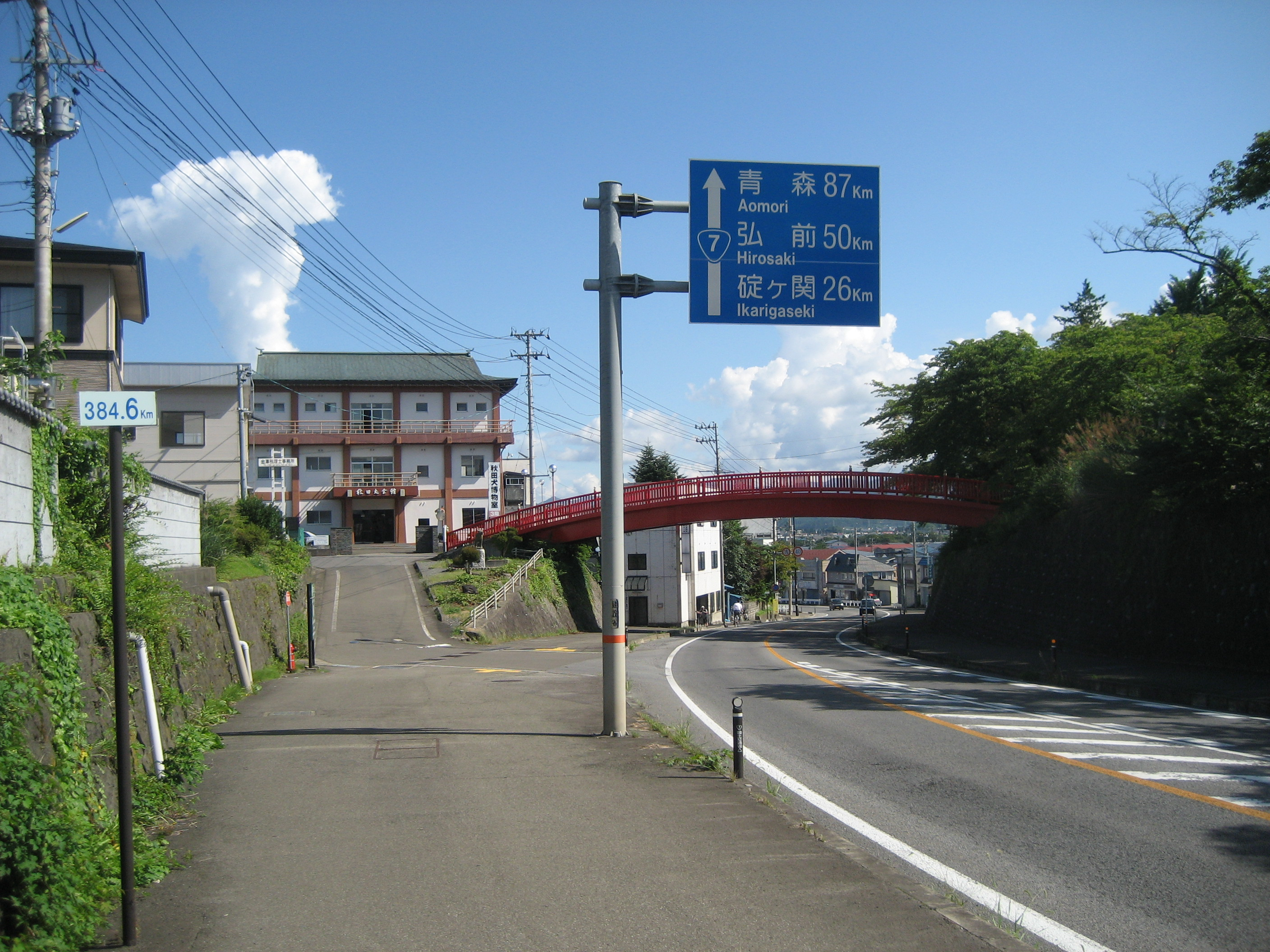
秋田犬会館付近 秋田県大館市三ノ丸
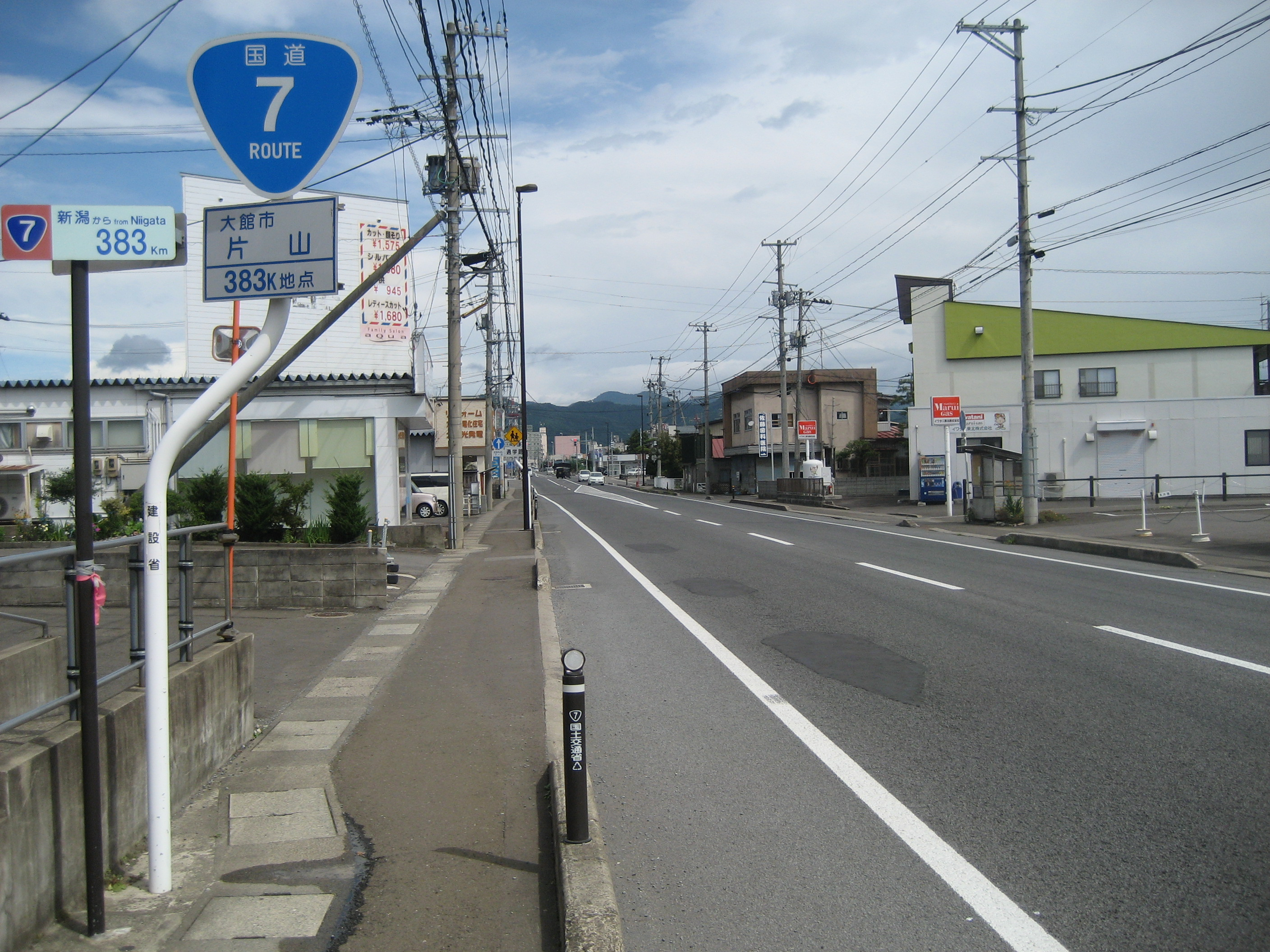
秋田県大館市片山
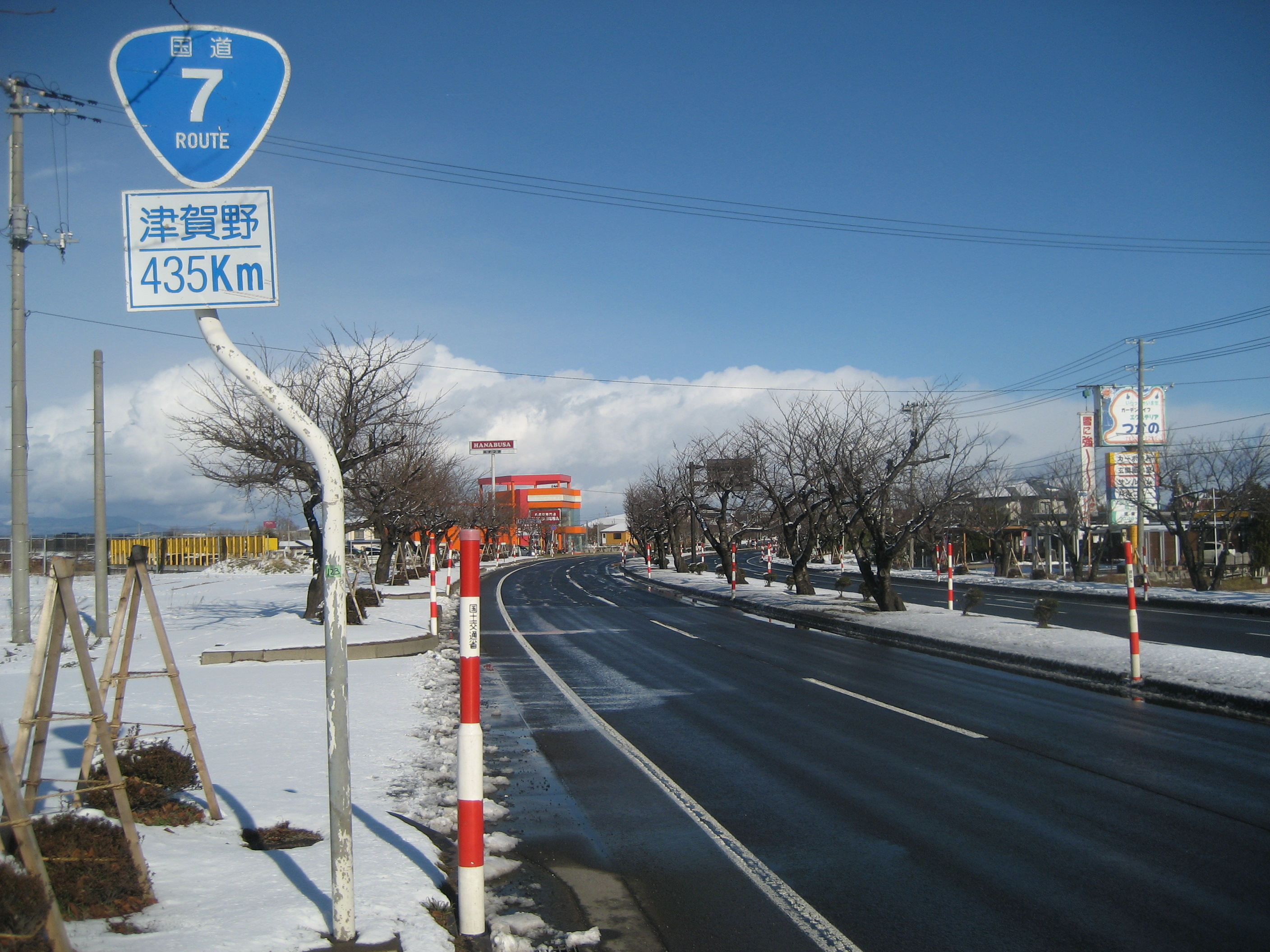
青森県弘前市津賀野
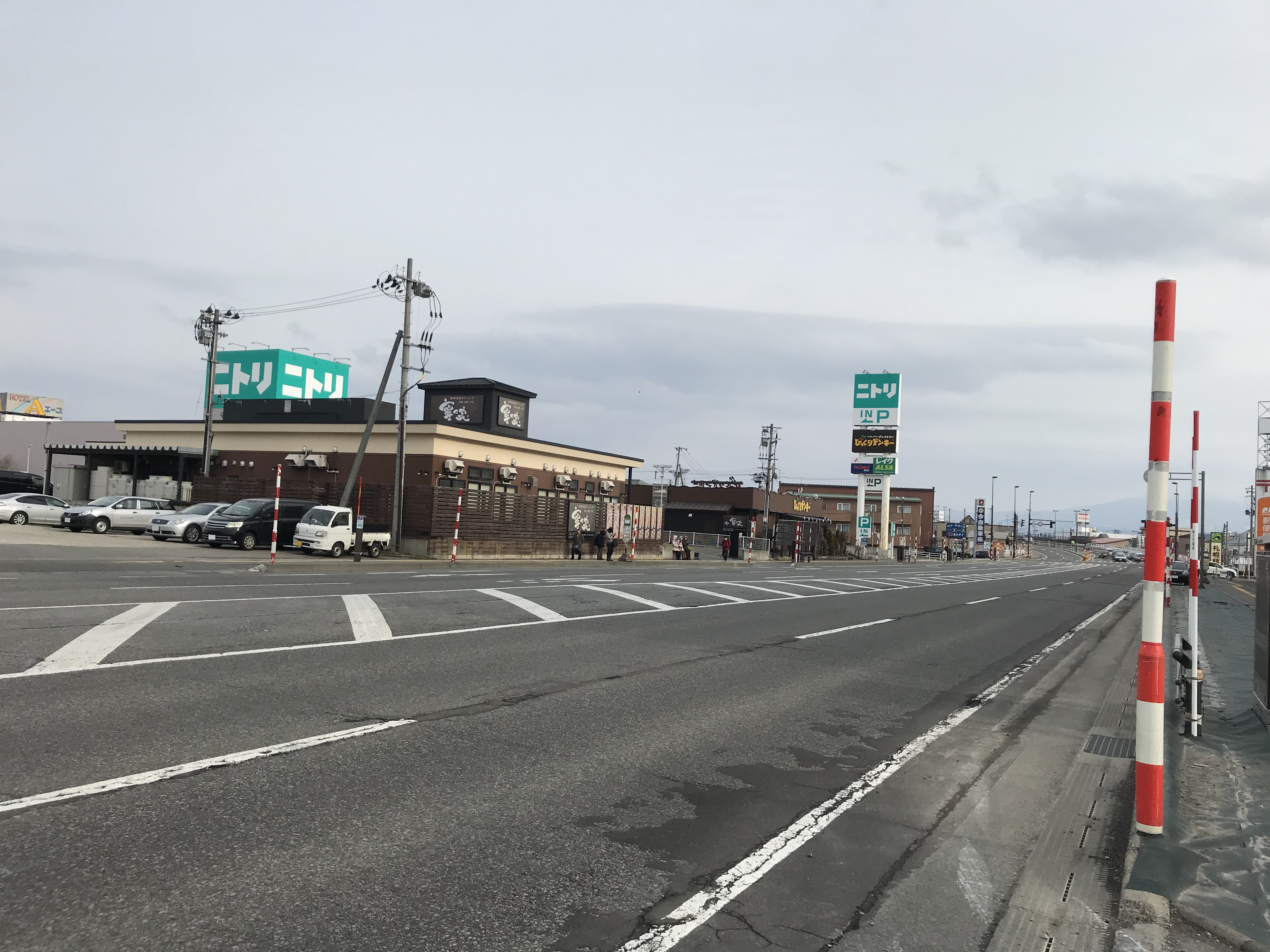
青森県青森市大字石江字三好（2020年2月25日）
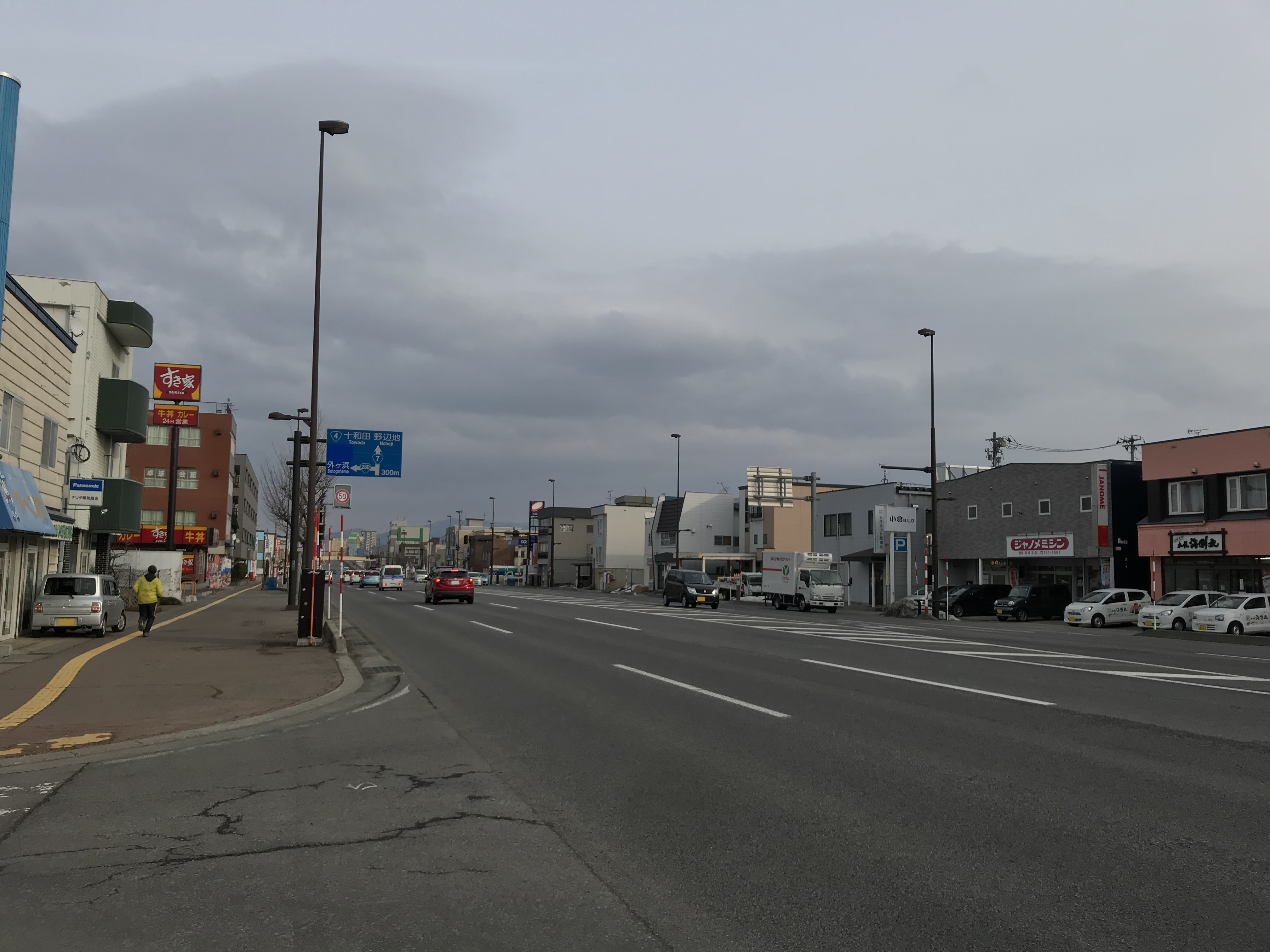
青森県青森市千刈（2020年2月25日）
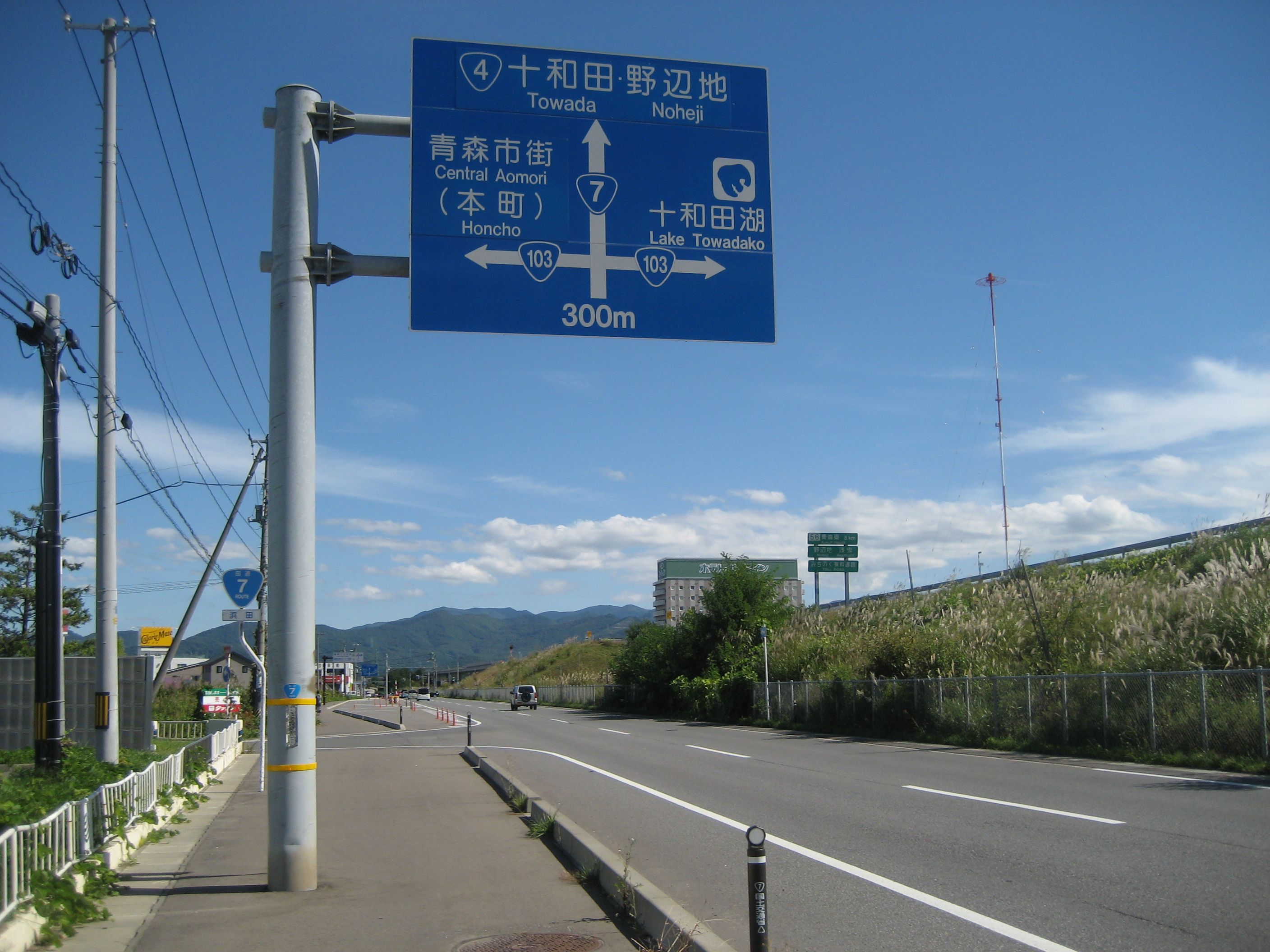
国道103号との交差 青森県青森市浜田
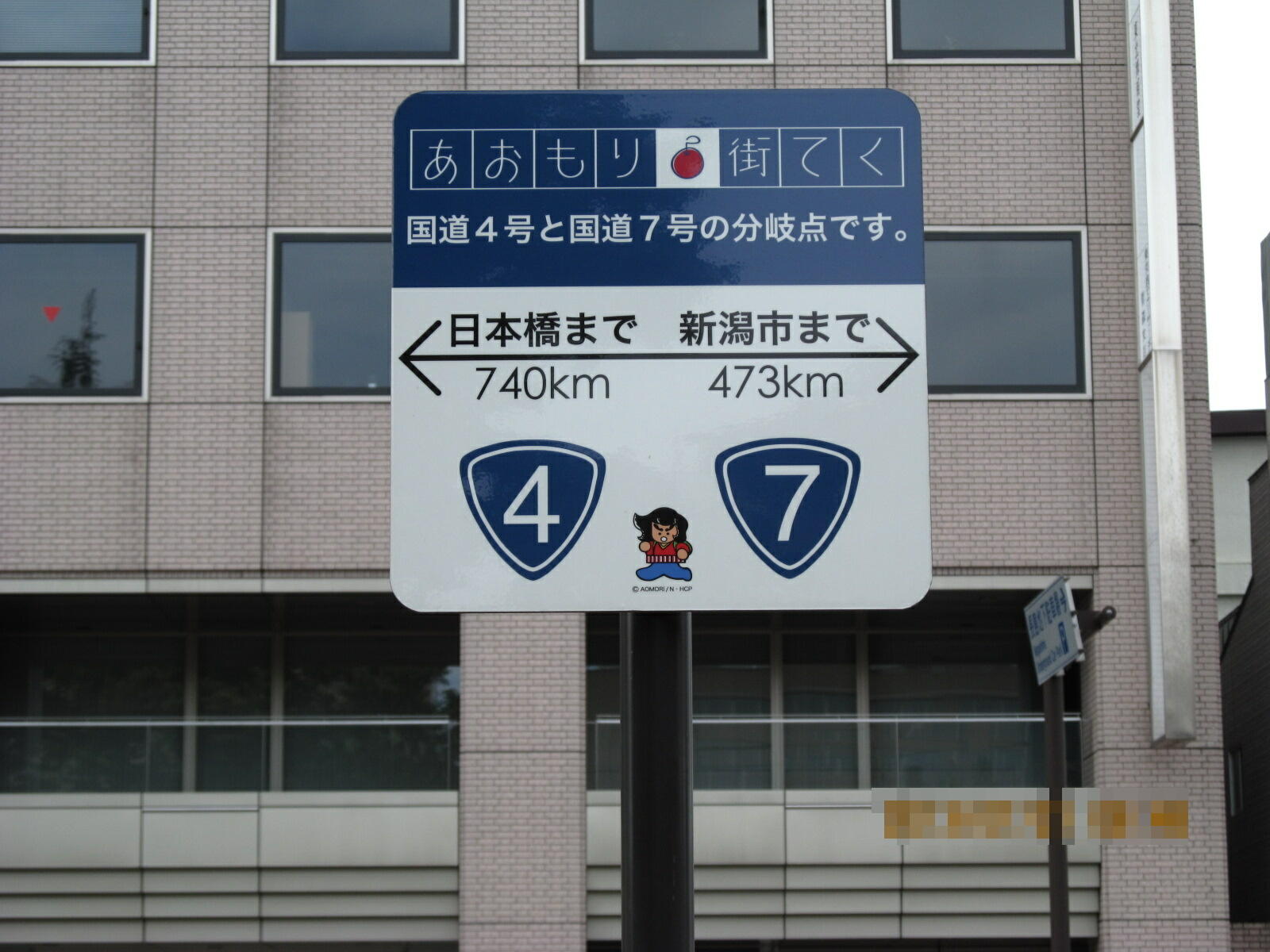
国道4号と国道7号の分岐点 青森県青森市長島

## 描かれた7号
楽曲のタイトル
- ルートセヴンの記憶（Negicco、2013年）アルバム、Melody Paletteに収録。
- 7号線（ジョナゴールド、2022年）シングル、7号線に収録。
- 『雨の国道7号線』（フランク永井）
- 七号線ロストボーイズ（amazarashi、秋田ひろむ、2022年）アルバム